# 那須資景
那須 資景（なす すけかげ）は、江戸時代前期の旗本・大名。那須氏22代当主。下野那須藩初代藩主。

## 生涯
天正14年（1586年）、那須資晴の子として誕生した。
天正18年（1590年）、父の資晴は小田原北条氏や伊達政宗などと手を結んでおり、豊臣秀吉には反抗的で小田原征伐の参陣要請に応じなかったため、一度は改易された。しかし那須氏重臣の大田原晴清が秀吉に陳謝誓願したことにより、当時5歳であった藤王丸（資景）に5000石の所領が与えられ、那須氏は存続を許された。資晴も後に赦され、資景とは別に5000石を与えられた。
慶長5年（1600年）の関ヶ原の戦いでは東軍に属し、伊王野資信らと共に会津の上杉景勝に備えた。政権を奪った徳川家康により、資景は同年に300石を加増された。慶長7年（1602年）にも1000石を加増され、さらに一族の高瀬弥六に200石、大田原周防守に200石、那須八郎に880石、大田原弥次郎に440石が加増され、那須家の所領は計8080石となった。慶長11年（1606年）12月25日、従五位下左京大夫に叙任された。
慶長15年（1610年）に父の資晴が没すると、遺領の6000石を継ぎ、合計で1万4080石の大名として那須藩を立藩した。慶長19年（1614年）・翌元和元年（1615年）の大坂の陣では本多正信隊に属し、落人の首75級を挙げた。
寛永元年（1624年）に資景は隠居し、家督を長男の資重に譲った。しかし寛永19年（1642年）、資重は嫡子がいないまま父に先立って死去したため、那須藩は無嗣改易となった。ただし、資景はいまだ存命していたため5000石を与えられ、旗本として那須家の存続は認められた。
承応元年（1652年）2月18日、青木利長の次男を養子に迎え、資弥を名乗らせた。資弥と那須家の間には、血縁や所縁はない。資弥の姉のお楽の方（宝樹院）は、江戸幕府3代将軍徳川家光の側室であり、4代将軍家綱の生母であった。将軍の縁者である資弥はこのため、養子縁組以前に既に将軍近習の小姓として取り立てられており、俸禄として蔵米2000俵を支給されていた。この将軍家の縁者を、資景は那須氏の養子とした。資弥が那須氏の家督を相続し旗本となった後も、この蔵米2000俵の支給は続いた。
明暦2年（1656年）1月25日、死去。享年71。
家督を継いだ資弥は後年、5000石の加増を受けると同時に蔵米2000俵の俸禄が采地2000石に改められたため、合計石高が1万2000石となり、那須氏は再び大名に返り咲き、那須藩となった。